# 대전지방법원 홍성지원
대전지방법원 홍성지원은 대전지방법원의 관할 사건 중에서 홍성군 등을 관할하는 사건의 형사단독 사건을 재판하는 법원이다.

## 관할 구역
- 재판관할구역: 서천군, 보령시, 홍성군, 예산군
- 등기관할구역: 홍성군
- 즉결관할구역: 홍성경찰서

## 지원장
| 순번 | 이름   | 재임 기간                          |
| ---- | ------ | ---------------------------------- |
| 1대  | 정봉모 | 1946년 3월 ~ 1947년 11월           |
| 2대  | 김영환 | 1947년 11월 ~ 1954년 1월           |
| 3대  | 이운근 | 1954년 2월 ~ 1955년 6월            |
| 4대  | 이재옥 | 1955년 7월 ~ 1956년 7월            |
| 5대  | 김영환 | 1956년 8월 ~ 1960년 4월            |
| 6대  | 유대홍 | 1960년 4월 ~ 1961년 2월 27일       |
| 7대  | 초재형 | 1961년 2월 28일 ~ 1964년 5월 5일   |
| 8대  | 허진명 | 1964년 5월 6일 ~ 1969년 4월 6일    |
| 9대  | 류지원 | 1969년 4월 7일 ~ 1973년 3월 31일   |
| 10대 | 서철모 | 1973년 4월 1일 ~ 1975년 9월 30일   |
| 11대 | 김억규 | 1975년 10월 1일 ~ 1979년 10월 31일 |
| 12대 | 최종영 | 1979년 11월 1일 ~ 1980년 12월 11일 |
| 13대 | 주상수 | 1980년 12월 12일 ~ 1982년 3월 19일 |
| 14대 | 이보헌 | 1982년 3월 20일 ~ 1984년 8월 31일  |
| 15대 | 김용구 | 1984년 9월 1일 ~ 1985년 8월 31일   |
| 16대 | 박상선 | 1985년 9월 1일 ~ 1988년 7월 31일   |
| 17대 | 김목민 | 1988년 8월 1일 ~ 1990년 2월 28일   |
| 18대 | 김길중 | 1990년 3월 1일 ~ 1991년 2월 10일   |
| 19대 | 이관형 | 1991년 2월 11일 ~ 1993년 3월 1일   |
| 20대 | 이재철 | 1993년 3월 2일 ~ 1995년 2월 28일   |
| 21대 | 권진웅 | 1995년 3월 1일 ~ 1997년 2월 26일   |
| 22대 | 장상익 | 1997년 2월 27일 ~ 1998년 8월 31일  |
| 23대 | 김선흠 | 1998년 9월 1일 ~ 2000년 2월 17일   |
| 24대 | 이경민 | 2000년 2월 18일 ~ 2002년 2월 17일  |
| 25대 | 손차준 | 2002년 2월 18일 ~ 2004년 2월 17일  |
| 26대 | 이규진 | 2004년 2월 18일 ~ 2005년 2월 19일  |
| 27대 | 김시철 | 2005년 2월 20일 ~ 2006년 2월 19일  |
| 28대 | 이인형 | 2006년 2월 20일 ~ 2008년 2월 19일  |
| 29대 | 최병준 | 2008년 2월 20일 ~ 2010년 2월 19일  |
| 30대 | 한동수 | 2010년 2월 20일 ~ 2012년 2월 26일  |
| 31대 | 윤영훈 | 2012년 2월 27일 ~ 2014년 2월 12일  |
| 32대 | 문병찬 | 2014년 2월 13일 ~ 2016년 2월 19일  |
| 33대 | 김용덕 | 2016년 2월 22일 ~ 2018년 2월 25일  |
| 34대 | 김병식 | 2018년 2월 26일 ~ 현재             |

## 같이 보기
- 대법원
- 대전지방법원